# Tomáš Kalas
Tomáš Kalas (Olomouc, 1993. május 15. –) cseh válogatott labdarúgó, a Schalke 04 középhátvédje, de a védelem jobb oldalán is tud játszani.

## Pályafutása

### Sigma Olomouc
Kalas az SK Sigma Olomoucnál kezdte el a karrierjét. 2010. május 5-én bemutatkozhatott a felnőtt csapatban, a Slovan Liberec elleni 2–0-s győzelemmel végződött mérkőzésen.

### Chelsea
2010. július 7-én körülbelül 5,2 millió fontért az angol Premier League-ben szereplő Chelsea FC csapatához szerződött, majd aznap kölcsönbe az SK Sigma Olomouchoz került vissza egy évre.

### Schalke 04
2023. augusztus 26-án a Schalke 04 két szezonra szerződtette.